# Ernst Friedrich I. (Sachsen-Hildburghausen)

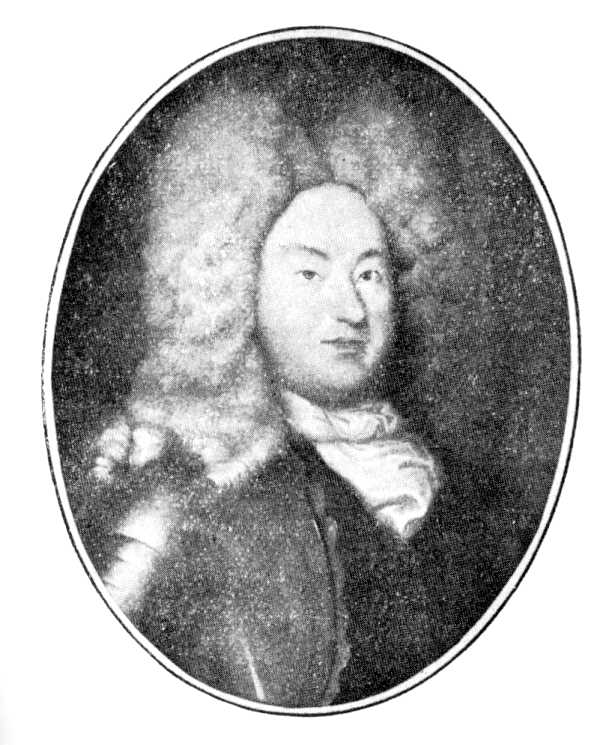
Herzog Ernst Friedrich I. von Sachsen-Hildburghausen

Ernst Friedrich I. von Sachsen-Hildburghausen (* 21. August 1681 in Arolsen; † 9. März 1724 in Hildburghausen) aus der ernestinischen Linie der Wettiner, war Herzog von Sachsen-Hildburghausen.

## Leben
Ernst Friedrich war der älteste Sohn des Herzogs Ernst von Sachsen-Hildburghausen (1655–1715) aus dessen Ehe mit Sophie Henriette (1662–1702), Tochter des Fürsten Georg Friedrich von Waldeck zu Eisenberg. Damit gehörte er dem Haus Sachsen-Hildburghausen an.
Von seiner ihm sehr nahestehenden Mutter sorgfältig ausgebildet, unternahm er seine Kavalierstour nach Holland, England und Frankreich. Er stand zunächst ab 1700 in niederländischen, dann in kaiserlichen Militärdiensten. Er focht als Oberst in der Belagerung von Tönning sowie als Kavalleriegeneral in der Schlacht am Schellenberg. Während des Spanischen Erbfolgekrieges erlitt er bei Höchstädt einen Schuss in den Arm. Wegen seiner Kampagnen für die Niederlande taufte er seinen Erstgeborenen auf den Namen „Hollandinus“. 1708 wurde er zum kaiserlichen Generalfeldwachtmeister und 1709 zum Generalmajor der Generalstaaten ernannt. 1721 wurde er von Kaiser Karl VI. zum kaiserlichen Feldmarschallleutnant ernannt.
Ernst Friedrich I. übernahm 1715 nach dem Tode seines Vaters die Regierung. Infolge völlig unangemessenen Hof- und Militärprunks, mit dem er wie viele deutsche Duodezfürsten dem „Sonnenkönig“ Ludwig XIV. von Frankreich nacheifern wollte, geriet das Land in erhebliche finanzielle Schwierigkeiten. Wegen der unerträglichen Steuerlast kam es 1717 zur offenen Revolte im Land.
Ernst Friedrich legte in Lindenau eine Saline an, ebenso die Neustadt in Hildburghausen. Hier unterstützte er 1721 den Bau einer Kirche der französisch-reformierten Gemeinde.
Ständig in Geldnot, veräußerte er Steuern und Landesteile, darunter auch die geldernsche Grafschaft Cuylenburg, das Erbe seiner Mutter. Die Grafschaft wurde 1720 für 800.000 Gulden an die Generalstaaten verkauft, doch nicht zur Tilgung der Schuldenlast, sondern um den aufwändig gestalteten Schlossgarten mit einem Kanal zu umziehen. Ebenso verkauft wurde 1723 das Amt Schalkau an das Herzogtum Sachsen-Meiningen. Der Verkauf wurde in der folgenden vormundschaftlichen Regierung seiner Ehefrau als widerrechtlich betrachtet, was zum Krieg mit Sachsen-Meiningen führte.

## Nachkommen
Am 4. Februar 1704 heiratete Ernst Friedrich I. in Erbach Sophia Albertine von Erbach-Erbach, mit der er folgende Kinder hatte:
- Ernst Ludwig Hollandinus (*/† 1704)
- Sophia Amalia Elisabeth (1705–1708)
- Ernst Ludwig Albrecht (*/† 1707)
- Ernst Friedrich II. (1707–1745), Herzog von Sachsen-Hildburghausen

⚭ 1726 Gräfin Caroline von Erbach-Fürstenau (1700–1758)
- Friedrich August (1709–1710)
- Ludwig Friedrich (1710–1759)

⚭ 1749 Prinzessin Christiane Luise von Schleswig-Holstein-Sonderburg-Plön (1713–1778)
- Elisabeth Albertine (1713–1761)

⚭ 1735 Herzog Karl zu Mecklenburg (1708–1752)
- Emanuel Friedrich Karl (1715–1718)
- Elisabeth Sophia (*/† 1717)
- Georg Friedrich Wilhelm (1720–1721)